# Papp László (ökölvívó)
Papp László (közismert nevén Papp Laci, beceneve Görbe), (Budapest, 1926. március 25. – Budapest, 2003. október 16.) háromszoros olimpiai bajnok magyar ökölvívó, edző, sportvezető.

## Sportpályafutása
Magyarország és a világ egyik leghíresebb ökölvívója, aki 1948-ban a londoni, 1952-ben a helsinki és 1956-ban a melbourne-i olimpián nyert aranyérmet. A Budapest Bástya és a Budapesti Vasas ökölvívójaként közép-, majd nagyváltósúlyban indult, 1946 és 1956 között hét országos bajnokságot nyert. Kétszeres amatőr Európa-bajnok. Az 1948-as londoni olimpián középsúlyban, 1952-ben Helsinkiben és 1956-ban Melbourne-ben nagyváltósúlyban diadalmaskodott. Ez a páratlan bravúr – háromszor egymás után olimpiai aranyat szerezni – neki sikerült először, s azóta csak Teófilo Stevenson és Félix Savón (mindketten kubaiak) voltak képesek erre.
Papp Lacit mindmáig az ökölvívás legnagyobbjai közt tartják számon, Joe Louis, a Barna Bombázó, Muhammad Ali (Cassius Clay) és Iron Mike Tyson társaságában, jóllehet nem volt sem fekete bőrű, sem amerikai, sem nehézsúlyú, és profi pályafutását sem sikerült világbajnoki címmel megkoronáznia: az Európa-bajnoki övig jutott el. Máig nem pontosan tisztázott, hogy politikai okokból nem engedték-e megküzdeni a világbajnokságért. Profiként 1957-től 29 találkozót vívott, ebből huszonhetet megnyert és kettő döntetlennel zárult, azaz veretlen maradt.
Mestere a legendás edző Adler Zsigmond volt, akivel majdnem tökéletes párost alkottak. Adler verhetetlen volt abban, hogy tudta, mikor milyen instrukciókkal kell a kötelek közé küldenie tanítványát. Visszavonulása után edzőként tevékenykedett, a válogatott szövetségi kapitányaként (1969–1978, 1979–1992), Adler Zsigmond társaságában is számos siker kovácsa volt. A legemlékezetesebb talán a papírsúlyú Gedó György olimpiai aranyérme (München, 1972).
Hosszú, súlyos betegség után életének 78. évében távozott az élők sorából, miután évtizedekig a XII. kerületi Óra úti lakásában élt.

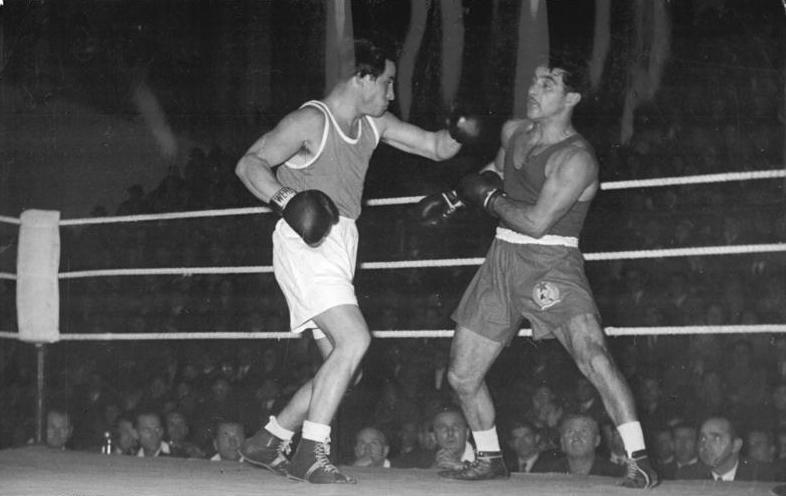
Küzdelme a német Schulze (NDK) ellen Budapest, 1951. november 18.
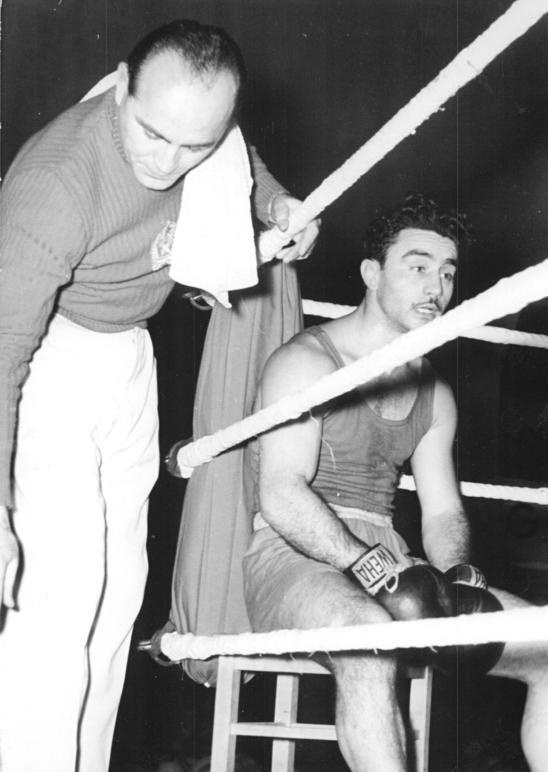
Berlinben, 1955. december 13.
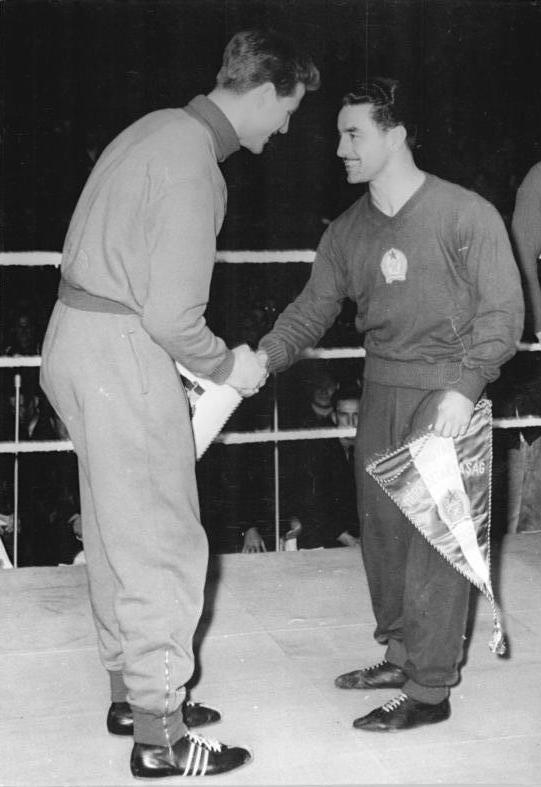
A képen jobbról 1955-ben
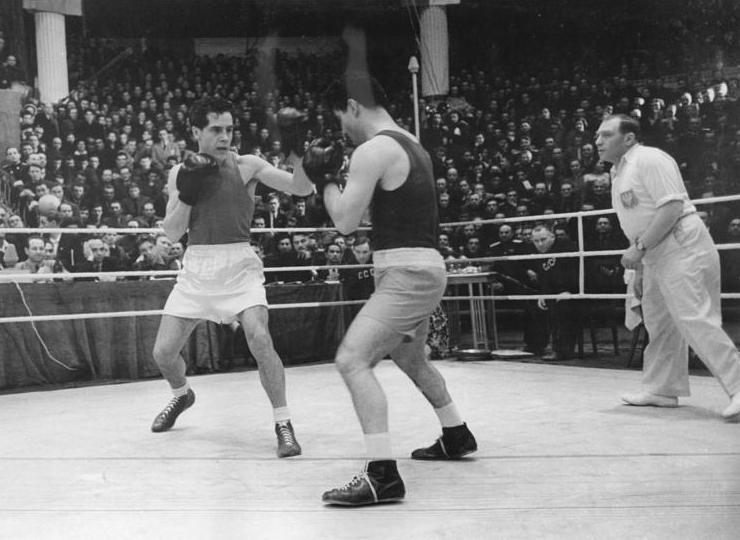
Papp László a képen jobboldalt, háttal 1952. március 10-én Moszkvában

## Papp László pályája adatokban
1942-ben az újjáalakuló MOM szakosztályban kezdett el versenyszerűen öklözni. Ide tanulótársa, Krebs Lajos vitte le. Első edzője Fehér István volt.
Klubjai versenyzőként: BVSC (1945–1948), Bp. Lokomotív (1949–1950), Bp. Bástya (1951–1953), Vasas (1954–1956), hivatásos ökölvívó (1957–1962).
Edzőként: Ferencvárosi TC (1964–1968), Bp. Honvéd (1968–1969), Óbuda Tsz SK (1978–1979).
Edzői: Fehér István (1945–1950) nevelőedző, Kovács Károly (1951–1952), Adler Zsigmond (1953–1962)
Eredményei, amatőrként: háromszoros olimpiai bajnok (1948, London, középsúly; 1952, Helsinki, nagyváltósúly; 1956, Melbourne, nagyváltósúly), kétszeres Európa-bajnok (1949, Oslo, középsúly; 1951, Milánó, nagyváltósúly), hétszeres magyar bajnok (1946, 1947, 1954, középsúly; 1952, 1953, 1955, 1956, nagyváltósúly).
Profiként: Európa-bajnok (1962–1964), 29 mérkőzésen veretlen (27 győzelem, 2 döntetlen)

## Díjai, elismerései

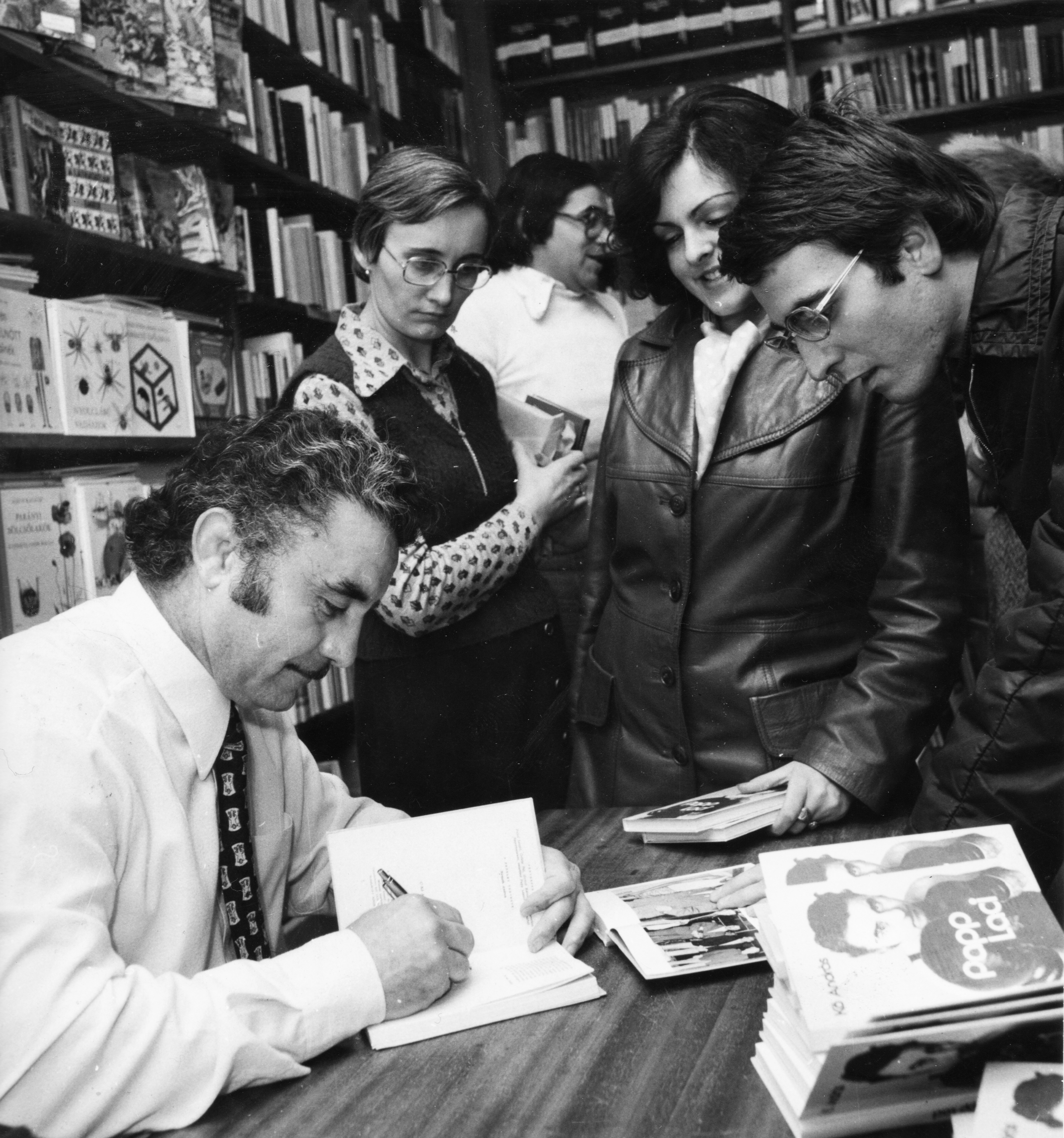
Papp Laci dedikál (1976)

- Magyar Köztársasági Sportérdemérem ezüst fokozat (1949)[1]
- Magyar Népköztársasági Érdemrend V. fokozat (1951)[2]
- A Magyar Népköztársaság Érdemes Sportolója (1954)[3]
- Mesteredző (1970)
- NOB-érdemrend (1982)
- A WBC (Bokszvilágtanács) öve „a világ legjobb amatőr és hivatásos középsúlyú ökölvívójának” (1989)
- Magyar Köztársasági Ezüst Érdemkereszt (1992)
- nemzetközi Fair Play-díj (életmű) (1993)
- Magyar Örökség díj (1995)
- A Magyar Köztársasági Érdemrend középkeresztje (1996)
- A Köztársasági Elnök Aranyérme (1996)
- Miniszteri Díj (1996)
- a Boxing Hall Of Fame tagja (2001)
- Millenniumi Ezüst Emlékérem (2001)
- Angyalföld díszpolgára (2001)
- Budapest díszpolgára (2001)
- Hegyvidék posztumusz díszpolgára (2014)[4]
- MOB-médiadíj SportEMBER posztumusz különdíj (2016)[5]

## Emlékezete

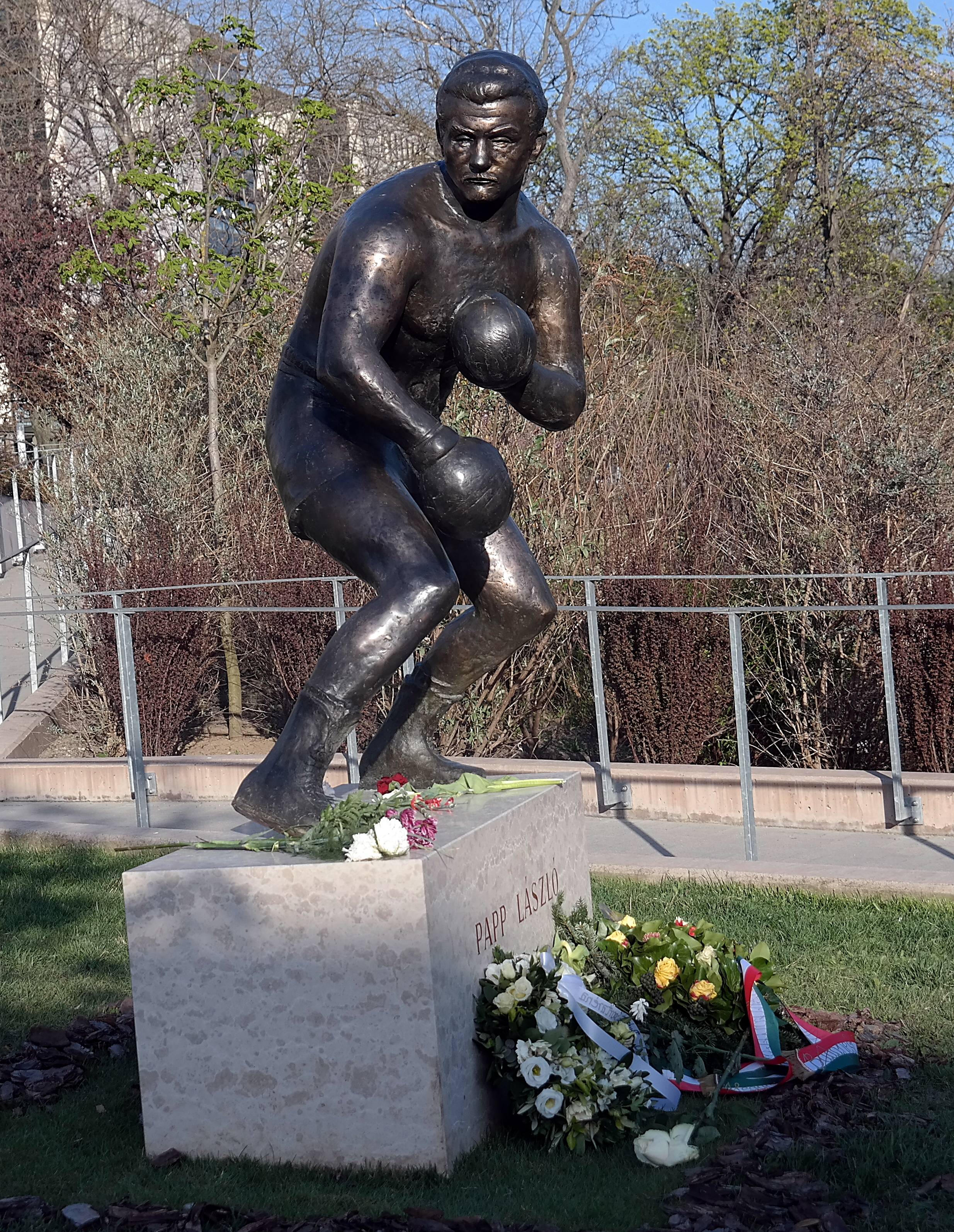
Szobra a Gesztenyéskertben (Fekete Géza Dezső alkotása)

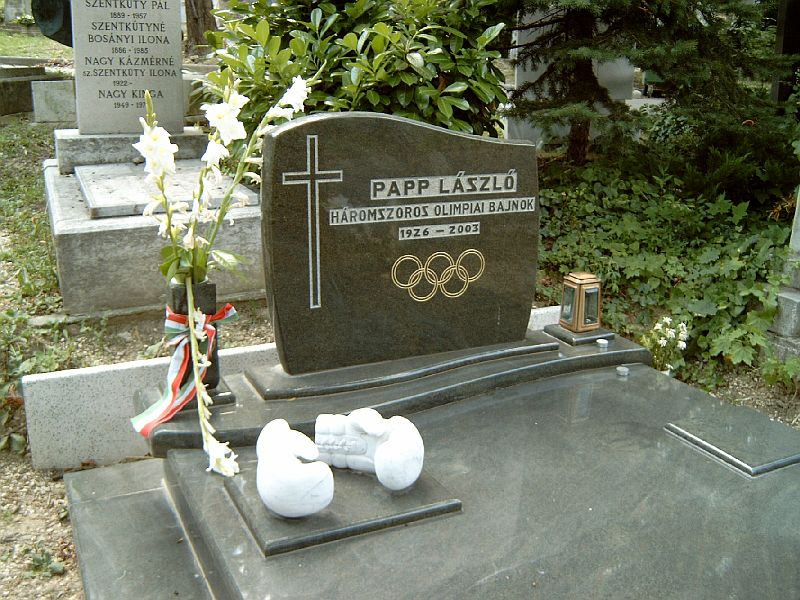
Papp László sírja Budapesten. Farkasréti temető: 22-1-83/84.

- Az ő nevét viseli az ország legnagyobb zárt sportlétesítménye, a Papp László Budapest Sportaréna.
- Teret neveztek el róla és szobrot állítottak neki Angyalföldön a Kassák Lajos utca és a Huba utca sarkán (2016).[6]
- Szobra áll Budapest XII. kerületében, a Gesztenyéskertben (2017)[7]
- Alakja felbukkan mint fiatal ökölvívó Kondor Vilmos magyar író Budapest romokban című bűnügyi regényében.
- Viaszfigurája megtekinthető a Madame Tussauds Budapest Múzeumban

## Érdekességek
- Papp Laciról, aki már-már népmesei hőssé vált, elterjedt pletyka volt, hogy egy ízben feleségével a Gellért-hegyen sétálva huligánok egy egész bandája támadta meg őket, akik nem tudták ki ő, de Papp Laci mindegyiküket leütötte.
- 1959-ben a Színész–Újságíró Rangadón ő volt a játékvezető, amikor is sárga lap helyett fekvőtámaszokat vagy stadionfutást ítélt a vétkes játékosoknak.[8]
- Marosán György kommunista politikus támogatta, hogy miután nagyon népszerűvé vált, Papp László beléphessen a profi boksz világába. Biszku Béla kommunista vezető közölte vele, hogy be kell fejeznie pályafutását.
- Madridban vívott mérkőzésére, amelyen 1963 decemberében megvédte Európa-bajnoki címét, a Spanyolországban élő magyar futballsztárok, Puskás Ferenc és Kubala László fizettek neki szurkolótábort kasztíliai munkanélküliekből.[9]
- Szakmát a híres budai gyárban, a MOM-ban tanult. Itt elsősorban fociban jeleskedett, de munkaszünetekben, a gyárudvaron rendezett rövidített bokszmeccsekre is beszállt. Legtöbbször győztesként fejezte be a mérkőzést.

## Játékfilmes szerepei
- 1952: Civil a pályán, rendezte Keleti Márton. Önmagát alakította ökölvívó bajnokként, bár neve nem hangzik el.[10]
- 1958: Nehéz kesztyűk, rendezte Varasdy Dezső. Szegény sorsú ökölvívót alakított, aki alulmarad, mert nem telik rendes ételre. Visszatérő panasza: „a hús ereje kell az ütéshez”. Edzőjét, Zsigát Rajz János formálta meg.[11]
- 1969: Az oroszlán ugrani készül, rendezte Révész György. A „rossz fiúk” egyikét, Pikót alakította. Egy jelenetben Bujtor Istvánnal, a „jó fiúval” verekedett.[12]